# Mantrótopos
Mantrótopos är en ort i Grekland.   Den ligger i prefekturen Thesprotia och regionen Epirus, i den västra delen av landet, 300 km nordväst om huvudstaden Aten. Mantrótopos ligger 49 meter över havet och antalet invånare är 172.
Terrängen runt Mantrótopos är kuperad åt sydväst, men åt nordost är den bergig.Runt Mantrótopos är det ganska glesbefolkat, med 34 invånare per kvadratkilometer. Närmaste större samhälle är Paramythiá, 14,2 km norr om Mantrótopos. == Kommentarer ==
1. ↑  Framräknat ur variansen i alla höjduppgifter (DEM 3") från Viewfinder Panoramas, inom 10 km radie.[2] Mer om algoritmen finns här: Användare:Lsjbot/Algoritmer.